# Patrol (Schiff)
Die Patrol, auch HMS Patrol, war ein Aufklärungskreuzer der Pathfinder-Klasse der britischen Marine, die zwischen 1905 und 1920 in Dienst stand.

## Geschichte
Die spätere Patrol wurde am 31. Oktober 1903 beim Cammell Laird in Birkenhead mit der Baunummer 658 auf Kiel gelegt. Der Stapellauf erfolgte am 13. Oktober 1904 und die Indienststellung am 26. September 1905.
Ab 1908 gehörte die Patrol bis auf kurze Einsätze in Zerstörerflottillen meist zur Reserveflotte und war 1913 und 1914 in Haulbowline bei Cork, Irland, stationiert.
Bei Kriegsbeginn wurde sie das Führerschiff der 9. Zerstörerflottille, die zwischen dem Firth of Forth und der Tyne-Mündung den Küstenverkehr sichern sollte. Am 16. Dezember 1914 befand sie sich beim Raid auf Scarborough, Hartlepool und Whitby der deutschen Schlachtkreuzer in Hartlepool. Bei dem Versuch den Hafen zu verlassen, wurde sie vom deutschen Panzerkreuzer Blücher beschossen und erhielt zwei Treffer, die vier Seeleute töteten, und lief auf. Der Rückzug der Deutschen bewahrte sie vor einer völligen Zerstörung und sie konnte schwer beschädigt nach Middlesbrough laufen. Nach umfangreichen Reparaturen stellte sie 1915 für die 7. Zerstörerflottille am Humber wieder in Dienst. 1918 verlegte sie zur 9. Zerstörerflottille in der Nore an der Themsemündung. 1919 außer Dienst gestellt, wurde sie am 21. April 1920 in die Niederlande zum Abbruch verkauft.